# موجارة متطاولة
موجارة متطاولة (الاسم العلمي: Gerres oblongus) (بالإنجليزية: Slender silver-biddy)‏ هي نوع من الأسماك تتبع جنس الموجارة من فصيلة الموجارات.